# 12 pr. n. št.
12 pr. n. št. je bilo po julijanskem koledarju navadno leto, ki se je začelo na soboto, nedeljo ali ponedeljek oz. prestopno leto, ki se je začelo na nedeljo (različni viri navajajo različne podatke). Po proleptičnem julijanskem koledarju je bilo navadno leto, ki se je začelo na petek.
V rimskem svetu je bilo znano kot leto konzulstva Mesale in Kvirina, pa tudi kot leto 742 ab urbe condita.
Oznaka 12 pr. Kr. oz. 12 AC (Ante Christum, »pred Kristusom«), zdaj posodobljeno v 12 pr. n. št., se uporablja od srednjega veka, ko se je uveljavilo številčenje po sistemu Anno Domini.

## Dogodki
- Tiberij je poklican v Panonijo zaradi upora Dalmatov.
- prva znana omemba mesta Argentoratum, zdaj znanega kot Strasbourg.
- rimski cesar Avgust dobi naziv Pontifex maximus.
- vrnitev Halleyjevega kometa.

## Rojstva
- Mark Valerij Mesala Barbat, rimski senator († 20 ali 21)

## Smrti
- Mark Vipsanij Agripa, rimski vojskovodja in državnik (* ok. 63 pr. n. št.)